# Ochthebius atratulus
Ochthebius atratulus är en skalbaggsart som beskrevs av Régimbart 1905. Ochthebius atratulus ingår i släktet Ochthebius och familjen vattenbrynsbaggar. Inga underarter finns listade i Catalogue of Life.